# Ion Mincu

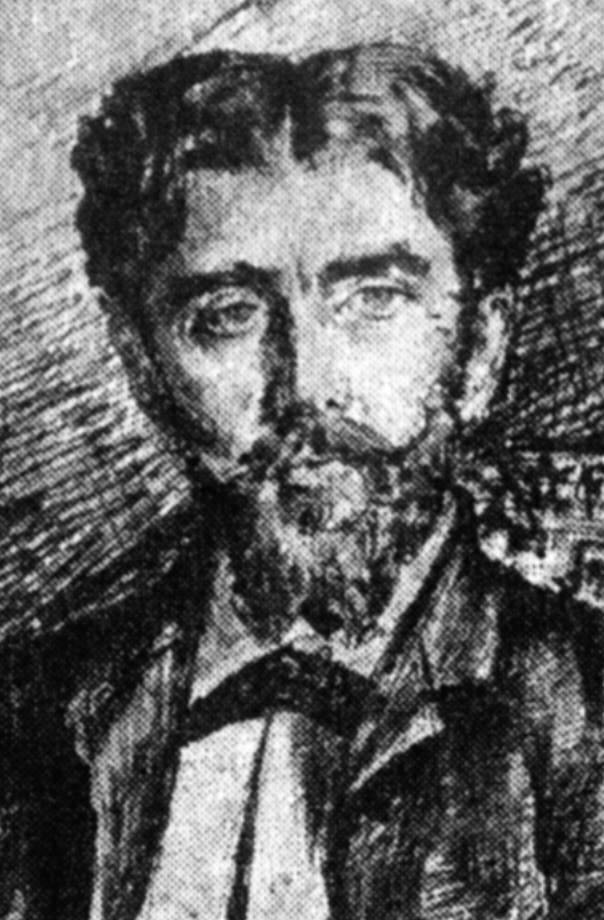
Ion Mincu

Ion Mincu (* 20. Dezember 1852 in Focșani; † 6. Dezember 1912 in Bukarest) war ein rumänischer Architekt und Politiker.
Mincu erwarb 1875 ein Ingenieursdiplom an der rumänischen Hochschule für Brücken- und Straßenbau, 1877 bis 1884 studierte er an der École nationale supérieure des beaux-arts de Paris, 1883 erhielt er den Titel Architecte diplômé par le gouvernement (DPLG).
1895 bis 1899 war er Abgeordneter im rumänischen Parlament.

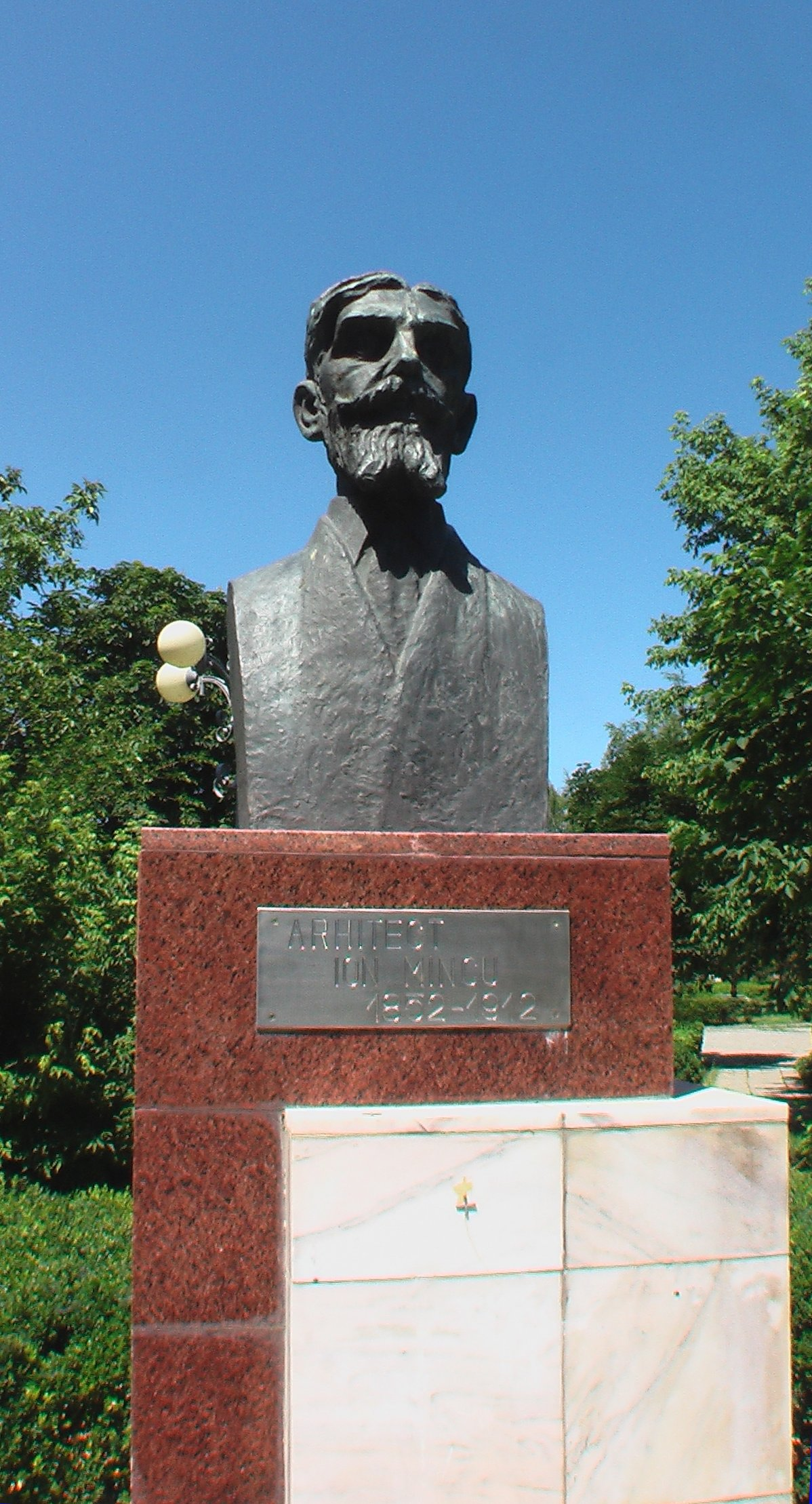
Büste von Ion Mincu in Focșani

## Werk
Mincu war ein Vorreiter des neorumänischen Stils, eines Neoklassizismus mit romantisierenden Elementen traditionell-rumänischer Baukunst.

## Ehrungen
1952 wurde die Akademie für Architektur nach ihm benannt, heute Universität für Architektur und Stadtplanung Ion Mincu.